# Tour de Lombardie 1912
La 8e édition de la course cycliste, le Tour de Lombardie a eu lieu le 27 octobre 1912 et a été remportée par l'Italien Carlo Oriani.

## Classement final
| \| 1. Carlo Oriani \| Italie \| en \| 7 h 34 min 30 s \| \| 2. Enrico Verde \| Italie \| \| 0 s \| \| 3. Maurice Brocco \| France \| \| 0 s \| \| 4. Leopoldo Torricelli \| Italie \| \| 0 s \| \| 5. Ugo Agostoni \| Italie \| \| 0 s \| \| 6. Vincenzo Borgarello \| Italie \| à \| 1 min 10 s \| \| 7. Pierino Albini \| Italie \| \| 2 min 19 s \| \| 8. Clemente Canepari \| Italie \| \| 2 min 19 s \| \| 9. Costante Girardengo \| Italie \| \| 18 min 53 s \| \| 10. Camillo Bertarelli \| Italie \| \| 18 min 53 s \| |        |    |                 |
| 1. Carlo Oriani | Italie | en | 7 h 34 min 30 s |
| 2. Enrico Verde | Italie |    | 0 s             |
| 3. Maurice Brocco | France |    | 0 s             |
| 4. Leopoldo Torricelli | Italie |    | 0 s             |
| 5. Ugo Agostoni | Italie |    | 0 s             |
| 6. Vincenzo Borgarello | Italie | à  | 1 min 10 s      |
| 7. Pierino Albini | Italie |    | 2 min 19 s      |
| 8. Clemente Canepari | Italie |    | 2 min 19 s      |
| 9. Costante Girardengo | Italie |    | 18 min 53 s     |
| 10. Camillo Bertarelli | Italie |    | 18 min 53 s     |